# Un Mexicano en la México
Un Mexicano en la México es el título del álbum en vivo y DVD lanzado por el intérprete mexicano, Vicente Fernández el 5 de octubre de 2010.

## Lista de sencillos
| N.º | Título                            | Duración |  |
| 1.  | «No Me Se Rajar»                  | 2:59     |  |
| 2.  | «Por un Amor»                     | 3:23     |  |
| 3.  | «La Diferencia»                   | 3:24     |  |
| 4.  | «La Ley del Monte»                | 2:23     |  |
| 5.  | «Hermoso Cariño»                  | 2:35     |  |
| 6.  | «Motivos»                         | 3:04     |  |
| 7.  | «El Jalisciense»                  | 2:37     |  |
| 8.  | «El Ranchero»                     | 1:59     |  |
| 9.  | «La Primera Caricia»              | 3:01     |  |
| 10. | «Dolor»                           | 3:07     |  |
| 11. | «Yo Quiero Ser»                   | 2:50     |  |
| 12. | «Sin Que Lo Sepas Tu»             | 2:57     |  |
| 13. | «Que Te Vaya Bonito»              | 3:40     |  |
| 14. | «México Lindo Y Querido»          | 3:48     |  |
| 15. | «Si Acaso Vuelves/Cruz de Olvido» | 6:32     |  |
| 16. | «De 7 a 9»                        | 3:09     |  |
| 17. | «Que Te Vas Te Vas»               | 2:39     |  |
| 18. | «De Que Manera Te Olvido»         | 3:14     |  |
| 19. | «Tu Camino y el Mio»              | 2:04     |  |
| 20. | «Volver Volver»                   | 3:17     |  |

## Ventas y certificaciones
| Territorio | Organismo certificador | Certificación | Ventas certificadas | Ref.  |
| ---------- | ---------------------- | ------------- | ------------------- | ----- |
| México     | AMPROFON               | 3× Platino    | 240,000             | [ 2 ] |